# Ermita Fortificada de Albalat (Cabanes)
La ermita fortificada de Albalat se localiza en la Ribera de Cabanes, municipio de Cabanes, en la comarca de la Plana Alta, de la provincia de Castellón.
Se trata, como su nombre indica, de una ermita, que, a pesar de su uso religioso, estaba fortificada, cumpliendo de este modo la doble funcionalidad religioso-militar. Puede datarse entre los siglos XIII y XIV, y está construida siguiendo las características del estilo gótico.
Actualmente, está considerada, por declaración genérica, Bien de Interés Cultural, presentando número de anotación ministerial: R-I-51-0011335, y fecha de anotación 30 de marzo de 2005, según consta en la Dirección General de Patrimonio Artístico de la Generalidad Valenciana.

## Historia
Cabanes es un municipio de gran historia, ya que debido a su ubicación, a unos 300 metros de altitud aproximadamente, y situada estratégicamente entre el Maestrazgo y la costa, se convertía en una zona de poblamiento idónea. Quizás por ello, se cuenta con pruebas de haber existido población en la zona, desde épocas remotas, posiblemente desde el Neolítico. Todo ello hace que en ella se puedan encontrar restos arquitectónicos del paso de muchas y diferentes formas de poblamiento, desde prehistóricos a los más recientes, pasando por romanos, árabes, medievales, contemporáneos…
La ermita de Albalat dels Ànecs, se encuentra a los pies del castillo de Albalat dels Ànecs, y como ocurría con este, la ermita estaba dentro de la demarcación del castillo de Miravet (Cabanes). En este lugar, que es conocido como Ribera de Cabanes, se hallaba antiguamente poblado de Albalat dels Ànecs, que fue independiente hasta mediados del siglo XVI. Se encontraba situado a unos 12 kilómetros de la capital municipal, Cabanes, y muy próximo a la autovía a Barcelona. Actualmente, un camino conduce a su emplazamiento entre los quilómetros 95 y 96 de la N-340.
Cuando se procedió a su construcción, posiblemente en el siglo XIII, tras la reconquista de la zona por Jaime I de Aragón, se dedicó a Nuestra Señora de la Asunción o Santa María.
Más tarde, cuando se producen constantes y cada vez más importantes incursiones y ataques por mar de corsarios berberiscos, se vio la necesidad de fortificar el edificio, reforzando sus defensas. Estas obras se debieron llevar a cabo entre los siglos XIV y XV, cuando, simultáneamente, se levantan torres defensivas y de vigilancia por toda la zona, tanto en el llano como en la costa.
Algunas de estas construcciones perviven todavía en la Ribera de Cabanes, las cuales son visibles desde el castillo y desde la iglesia, y de entre las que se puede destacar la llamada Torre de la Sal.
Es así como la ermita inicial se transforma en una ermita fortificada.

## Descripción
Se trata de una ermita que en principio presentaba las características propias del tipo de templos sencillos del período: tenía una sola nave de reducidas dimensiones, con arcos fajones apuntados y el techo, de dos aguas, era de madera.
Puede afirmarse que su aspecto es más de fortaleza que de templo religioso, presentando como elementos defensivos recios muros almenados con troneras para las saetas, y puede contemplarse un ábside semicircular que se prolonga en altura hasta formar un torreón; además de tener anexas, dependencias para el cuerpo de guardia y vigilancia. Esta torre presenta como techo una terraza almenada. Interiormente, tiene aspecto de ábside pentagonal, por lo que se refiere a la bóveda, que sustenta sus nervaduras de piedra sobre toscas ménsulas. Su menor anchura respecto a la nave y el encontrarse descentrada, permitió contar con suficiente espacio para la construcción de una escalera y eventual chimenea. Esto da al edificio unas peculiaridades que tipifican su aspecto exterior e interior como ejemplar único, dentro de este tipo de arquitectura por el litoral.
Cuando se fortificó se levantó un sobre muro exterior, que llegaba hasta la parte alta de los antiguos tejados, hecho que aprovecharon para su transformación en terraza almenada. Desde el interior se lleva a cabo el levantamiento de otro sobre muro, a nivel de los pilares y arcos de la construcción primitiva, permitiendo de este modo que quedaran visibles, lo cual mostraba el trabajo de piedra y las impostas molduradas. La nave, que presenta cuatro tramos, está abovedada, con una bóveda de cañón apuntada que se encuentra sostenida por tres arcos ojivales; por su parte, el presbiterio que es semicircular, se cubre con bóveda de ojivas. Presenta una pequeña sacristía en la que una estrecha escalera de caracol permite subir hasta la terraza de la torre. También es destacable la escalera para el coro, de una sola pieza y similar a la de la Iglesia Arciprestal de Morella.
La fábrica es de piedra labrada en parte, aunque sus muros son de mampostería. Son apreciables los añadidos y las reformas que ha ido sufriendo a lo largo del tiempo, alguna de ellas bastante recientes.
Se aprecian señales que permiten aventurar que en un tiempo existió un pórtico lateral, en la parte que daba al castillo. Presenta muchas aspilleras lo cual refuerza su carácter defensivo y su uso militar.
Como consecuencia de su abandono, acabó cayéndose parte de su estructura, fundamentalmente la fachada, el torreón ábside y con él la escalera chimenea. En 1981 se inició una restauración que permitió consolidar y tratar el interior y el exterior de todos sus muros. Para la reconstrucción del muro de la fachada se utilizaron los mismos materiales que en su primera edificación, ya que se encontraban conservados al pie de las ruinas, lo cual permitió recuperar, por ejemplo, las piedras de la portada con su dovelaje.
En el año 2006 comenzó a utilizarse con fines turísticos, para lo cual se ubicó en su interior el museo Fortificaciones de Cabanes.